# Do re mi... Five - Cantiamo con Five
Do re mi... Five – Cantiamo con Five è il primo album di Cristina D'Avena, pubblicato da Five Record S.r.l. nel 1982 e distribuito da C.G.D. Messaggerie Musicali S.p.A. Per la durata l'album potrebbe essere considerato anche un Mini-LP.

## Descrizione
L'album contiene le sigle televisive e dei cartoni animati andate in onda su Canale 5 nel 1982. Si tratta inoltre, del primo album contenente sigle televisive cantate da Cristina D'Avena.
La copertina dell'album raffigura alcuni dei personaggi dei cartoni delle canzoni dell'album.
Nella copertina di questa raccolta c'è il pupazzo Five.

## Tracce
- LP: FM 13701

Lato A
Edizioni musicali Canale 5 Music Srl.
1. Bambino Pinocchio – 2:42 (testo: Luciano Beretta – musica: Augusto Martelli)
2. Five – 3:25 (testo: Luigi Albertelli – musica: Augusto Martelli)
3. Laura – 3:30 (testo: Mario Rasini – musica: Augusto Martelli)
4. Gatchaman la battaglia dei pianeti – 2:42 (testo: Luigi Albertelli – musica: Augusto Martelli)
5. Gloizer X – 3:05 (musica: Giovanni D'Aquila)

Durata totale: 15:24
Lato B
Edizioni musicali Canale 5 Music Srl.
1. Tansor 5 – 3:00 (testo: Luigi Albertelli – musica: Augusto Martelli)
2. Tutti abbiamo un cuore – 3:43 (testo: Luciano Beretta, Albano Bertoni – musica: Giovanni D'Aquila)
3. Mon Ciccì – 2:30 (testo: Roberto Garbarino – musica: Marino Marini)
4. Ghimbirighimbi – 2:20 (testo: Mario Rasini – musica: Augusto Martelli)
5. Ma che Five – 2:32 (testo: Mario Rasini – musica: Augusto Martelli)

Durata totale: 14:05

### Interpreti
- Cristina D'Avena – Lato A n. 1-3/Lato B n. 2-3-4
- Five[3] – Lato A n. 2/Lato B n. 5
- Orchestra e Coro di Augusto Martelli – Lato A n. 4/Lato B n. 1
- Orchestra di Augusto Martelli – Lato A n. 5

## Produzione
- Alessandra Valeri Manera – Direzione artistica e produzione discografica
- Direzione creativa e Coordinamento immagine Mediaset – Grafica